# Derivació numèrica
La derivació numèrica és una tècnica de càlcul numèric per a obtenir una estimació del valor de la derivada d'una funció en un punt fent servir valors de la funció i de vegades altra informació coneguda de la funció.

Representació gràfica.

Una estimació senzilla basada en dos punts és calcular el pendent de la recta secant que passa pels punts (x,f(x)) i (x+h,f(x+h)). Triant un nombre h petit que representa un canvi petit en x, i que tant pot ser positiu com negatiu. El pendent d'aquesta recta és
{\displaystyle {f(x+h)-f(x) \over h}.}
Aquesta expressió és el quocient de diferències de Newton.
El pendent de la secant difereix del pendent de la tangent en una quantitat que és aproximadament proporcional a h. A mesura que h s'apropa a zero, el pendent de la secant s'apropa al pendent de la tangent. Però, el veritable valor de la derivada de f a x és el límit del valors del quocient de diferències a mesura que la secant es fa més i més propera a la tangent:
{\displaystyle f'(x)=\lim _{h\to 0}{f(x+h)-f(x) \over h}.}
Com que una substitució directa de h per 0 dona una divisió per zero, el càlcul directe de la derivada pot ser contrari a la intuïció.
Una estimació senzilla basada en tres punts és calcular el pendent de la secant que passa pels punts (x-h,f(x-h)) i (x+h,f(x+h)). El pendent d'aquesta recta és
{\displaystyle {f(x+h)-f(x-h) \over 2h}.}
De forma més general, l'estimació de tres punts fa servir la secant que passa pels punts {\displaystyle (x-h_{1},f(x-h_{1}))} i {\displaystyle (x+h_{2},f(x+h_{2}))}. El pendent d'aquesta línia és
{\displaystyle {f(x+h_{2})-f(x-h_{1}) \over {h_{1}+h_{2}}}.}

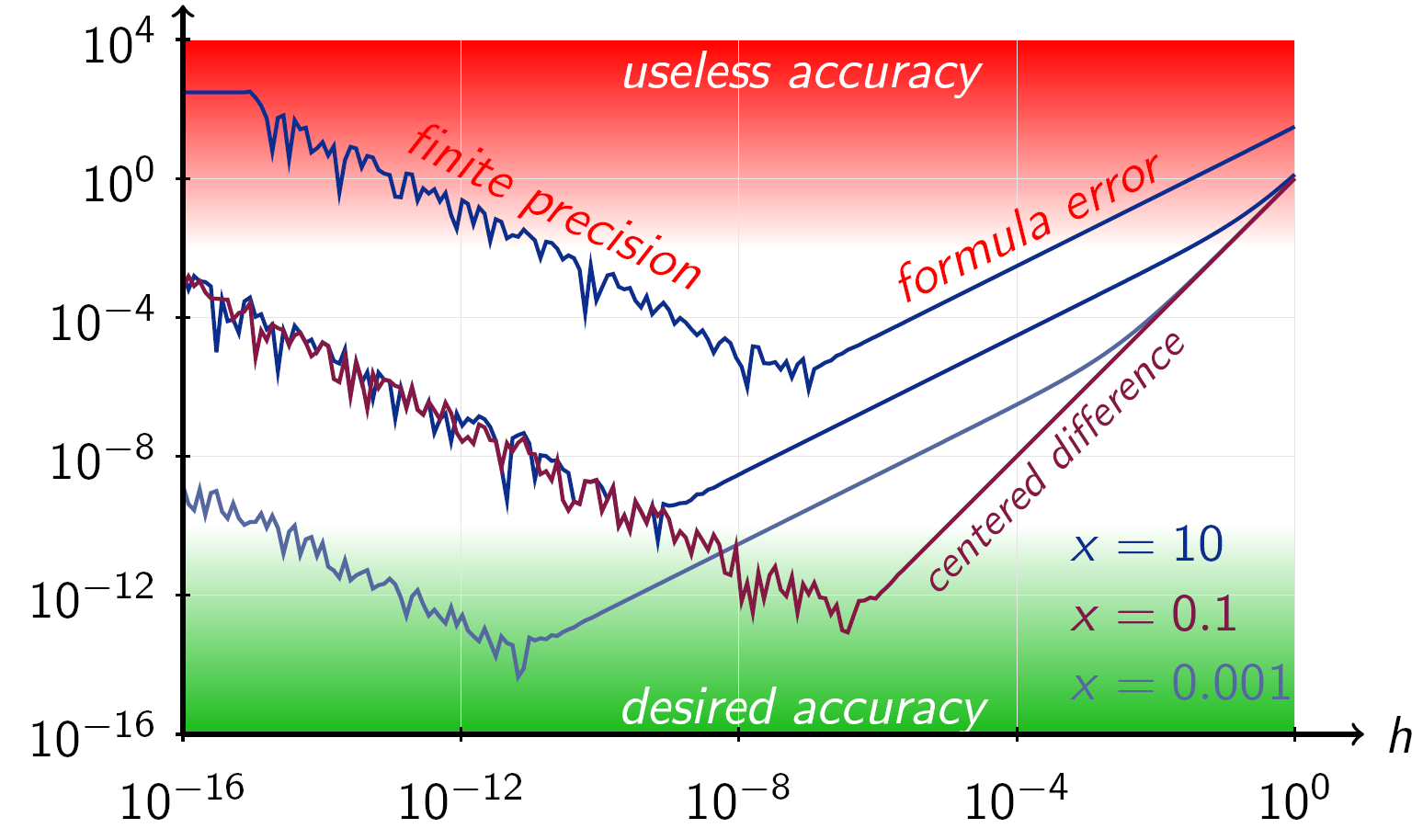
Exemple mostrant la dificultat de triar
degut a la interacció entre l'error d'arrodoniment i l'error de la fórmula

El pendent d'aquesta secant difereix del pendent de la tangent en una quantitat que és aproximadament proporcional a {\displaystyle h^{2}} per tant, quan h és petita, una estimació basada en tres punts és més exacta que una de basada en dos punts.
Una consideració important a la pràctica quan la funció s'avalua fent servir aritmètica de coma flotant és fins a quin punt convé triar un h petit. Si es tria massa petit, la resta dona un error d'arrodoniment gran. Si es tria massa gran, el càlcul del pendent de la secant serà més exacte, però l'estimació de la tangent basant-se en la secant pot ser que sigui pitjor.

## Mètodes d'ordre superiors
Hi ha mètodes per a obtenir aproximacions d'ordre superior i també mètodes per a obtenir aproximacions de les derivades d'ordre superior.
La fórmula següent és el mètode de cinc punts per a la derivada primera en una dimensió.
{\displaystyle f'(x)\approx {\frac {-f(x+2h)+8f(x+h)-8f(x-h)+f(x-2h)}{12h}}}